# Полибутадиен с концевыми гидроксильными группами
Полибутадиен с концевыми гидроксильными группами, иногда используется англоязычное сокращение HTPB (англ. hydroxyl-terminated polybutadiene) — олигомер бутадиена, каждый конец молекулярной цепочки которого завершается гидроксильной функциональной группой. При реакции с диизоцианатами он образует полиуретаны.
HTPB это полупрозрачная жидкость цвета вощёной бумаги и с вязкостью как у сиропа. Свойства нельзя указать точно, поскольку HTPB является смесью, а не чистым соединением, и производится в необходимом заказчику виде. Фрагмент олигомера обычно содержит 5—10 связанных вместе молекул бутадиена, при этом каждый конец цепочки оканчивается гидроксильной [OH] группой. Для отверждения HTPB обычно используется реакция присоединения с полиизоцианатным отвердителем.

## Применение
Твёрдая форма используется в ракетомоделизме в качестве мощного ракетного топлива, называемого RBS. Кроме этого она применяется в пиротехнике, в качестве заряда мортир для фейерверков.
HTPB часто применяется в твердотопливных ракетных двигателях в качестве связующего вещества между топливом и окислителем, позволяя создать однородную массу. К примеру, это вещество использовалось во всех 3 и 4 ступенях японских ракет-носителей Мю-5 и индийских ракет-носителей PSLV. Японское агентство аэрокосмических исследований описывает состав топлива как «HTPB/AP/Al=12/68/20», что расшифровывается как 12 % HTPB по массе (связующее вещество и топливо), 68 % перхлората аммония (окислитель), и 20 % алюминиевого порошка (топливо).
HTPB используется и в качестве топлива для гибридных ракетных двигателей. С N2O (закись азота, или «веселящий газ») в качестве окислителя, HTPB использовался в двигателе, разработанном компанией SpaceDev для корабля SpaceShipTwo, но позднее он был заменён на полиамид.